# 明尼苏达州参议院
明尼苏达参议院（英語：Minnesota Senate）是美国明尼苏达议会的上议院。明尼苏达参议院共有67名议员，每届任期4年或2年。明尼苏达参议院领导人为参议院议长。现任参议院议长为共和党人米歇爾·費施巴赫，于2011年1月4日上任。